# Saint-Aubin-de-Branne
Saint-Aubin-de-Branne är en kommun i departementet Gironde i regionen Nouvelle-Aquitaine i sydvästra Frankrike. Kommunen ligger i kantonen Branne som tillhör arrondissementet Libourne. År 2022 hade Saint-Aubin-de-Branne 380 invånare.

## Befolkningsutveckling
Antalet invånare i kommunen Saint-Aubin-de-Branne
Referens:INSEE